# Кабашников Костянтин Павлович
Каба́шников Костянти́н Па́влович (біл. Кабашнікаў Канстанцін Паўлавіч; 24 липня 1927, Гомель, Білорусь — 29 березня 2012, Мінськ) — білоруський фольклорист. Доктор філологічних наук (1971), професор (1980). Лауреат Державної премії Білоруської РСР (1986). Член Бюро Комісії по слов'янському фольклору при Міжнародному комітеті славістів і Бюро Міжнародної асоціації по вивченню і популяризації слов'янської культури (MAIPCK; ЮНЕСКО ).

### Праці
- Беларуская казка ў казачным эпасе славян. 1963 (Мінськ);
- Беларускі фальклор у параўнальным асвятленны: Гістарычны нарыс. 1981 (Мінськ);
- Узаемадзеянне ў сходнеславянскіх фальклорных традыцый на сучасным этапе. 1988 (Мінськ);
- Малыя жанры беларускага фальклору ў славянскім кантэксце. 1998 (Мінськ).

## Нагороди
- Державна премія БРСР (1986) — за участь у виданні багатотомника «Беларуская народная творчасьць».